# شعب السيستاني
الشعب السيستاني (يُسمى تاريخيًا أيضًا "السكزي"). وهم قبيلة من أصل إيراني يعيشون بشكل رئيسي في منطقة تسمى سيستان في جنوب شرق إيران وتاريخيا في جنوب غرب أفغانستان.
ومن حيث العرق، يعتبر رولينسون السيستاني، إلى جانب جمشيدي هرات، مثالًا خالصًا للعرق الآري.
في الماضي، كان أهل سيستان يتحدثون اللهجات الفارسية الوسطى مثل البارثية البهلوية، والفارسية الوسطى (البهلوية الساسانية)، والآن يتحدثون لهجة فارسية تعرف بالسيستانية.
السيستان هم من بين الناجين من الشعوب السكيثية. وكان السكيثيون آخر مجموعة من الآريين الذين دخلوا إيران عام 128 ق.م.
وهم يعيشون في الأجزاء الوسطى والشمالية من مقاطعة سيستان وبلوشستان والأجزاء الجنوبية من مقاطعة خراسان. منذ العقود الأخيرة، هاجر الكثيرون أيضًا إلى أجزاء أخرى من إيران مثل مقاطعات طهران وكلستان في شمال إيران.

## أصل الكلمة
أخذ السيستاني اسمهم من سيكاستان ("أرض ساكا"). الساكاس كانوا قبيلة من السكيثيين الذين هاجروا إلى الهضبة الإيرانية. الاسم الفارسي القديم الأقدم للمنطقة - قبل سيطرة الساكاس - كان زرنكا أو درانجيانا ("أرض الماء").

## لغة
ويتكلم أهل السيستاني اللهجة السيستانية، وهي إحدى لهجات اللغة الفارسية.
من ناحية، تتمتع هذه اللهجة بأكبر قدر من القرابة المعجمية والنحوية مع اللهجة الخراسانية الحالية والماضية، وأبعد من ذلك مع اللهجات الميتة للترانس نهري والطاجيكية الحالية.
وقد ذكر الخبراء الثقافيون اللهجة السيستانية كواحدة من اللهجات الفارسية الأربع المهجورة.
ونقل أبو الريحان البيروني بعض الكلمات من اللغة السيستانية القديمة في صيدنا.

## ملابس
"الملابس السيستانية" هي الملابس التقليدية والمحلية لأهل سيستان والمستمدة من الثقافة والجغرافيا وآلاف السنين من التعايش مع الطبيعة في الماضي والحاضر.
تشمل ملابس سيستان الرجالية بشكل رئيسي المنديل، الطاقية، القميص والسراويل. يُطلق على Dastar اسم "Lengote" باللهجة المحلية، وهي في الغالب بيضاء اللون. القمصان الرجالية طويلة وبطول الركبة. تُستخدم هذه القمصان في 3 نماذج مطوية وساري وممزقة. عادةً، بغض النظر عن شكل القميص، تكون السراويل أيضًا سادة أو مطوية. يتم التطريز الحريري على ملابس الأثرياء.
في اللهجة المحلية لسيستان يسمى البنطلون "تمو" أو "تومون" والقمصان تسمى "بنر" والنوع المشقق يسمى "شيل تريز" وهو من الجزء السفلي تتكون حلقة الأكمام من 34 شقوقًا على الأقل. كما أن رجال السيستاني يرتدون سترة فوق قميصهم تسمى "الجلزقة".
كما أن الملابس النسائية السيستانية بسيطة وذات تصميمات. ملابس النساء طويلة وفضفاضة مثل ملابس الرجال. السيستاني تقوم نساء السيستاني، بالإضافة إلى ملابسهن التقليدية واليومية، بإعداد نوع من الملابس للأعياد والاحتفالات. ومن خصائص ملابس النساء السيستانية اليومية نوع من التطريز الذي يستخدم على ياقات وأصفاد الملابس، وهو ما يسمى "التطريز الأسود" باللهجة المحلية. يتكون هذا الزي من قميص وسروال فضفاض. يصل طول القميص إلى ما دون الركبة، وهو مطوي حول الخصر. كما أنهم يرتدون حجابًا مستطيلًا للرأس. مهرجانات والمناسبات السعيدة التي تتكون من سروال مطوي، وقميص يصل إلى الركبة مع شقين من الجانبين. كما يرتدون تنورة مطوية تسمى "تيمو" وهي بطول الركبة. يصل عرض التنورة إلى 9 أمتار. المقبض المستخدم في هذا الفستان هو ثلاث آذان. كما شوهد مثال على هذا اللباس في الملابس التقليدية لنساء خراسان. كما أن القميص ذو العنقين والقميص الطاجيكي والدانتيل والشادور جزء من الملابس المحلية النسائية السيستانية.

## الثقافة والفن
تشير الثقافة السيستانية إلى مجموعة من الخصائص الثقافية المميزة للشعب السيستاني وتشمل القيم الاجتماعية والأعراف القائمة وكذلك المعارف والمعتقدات والفنون والقوانين والعادات السائدة بين الشعب السيستاني.

### الحرف اليدوية

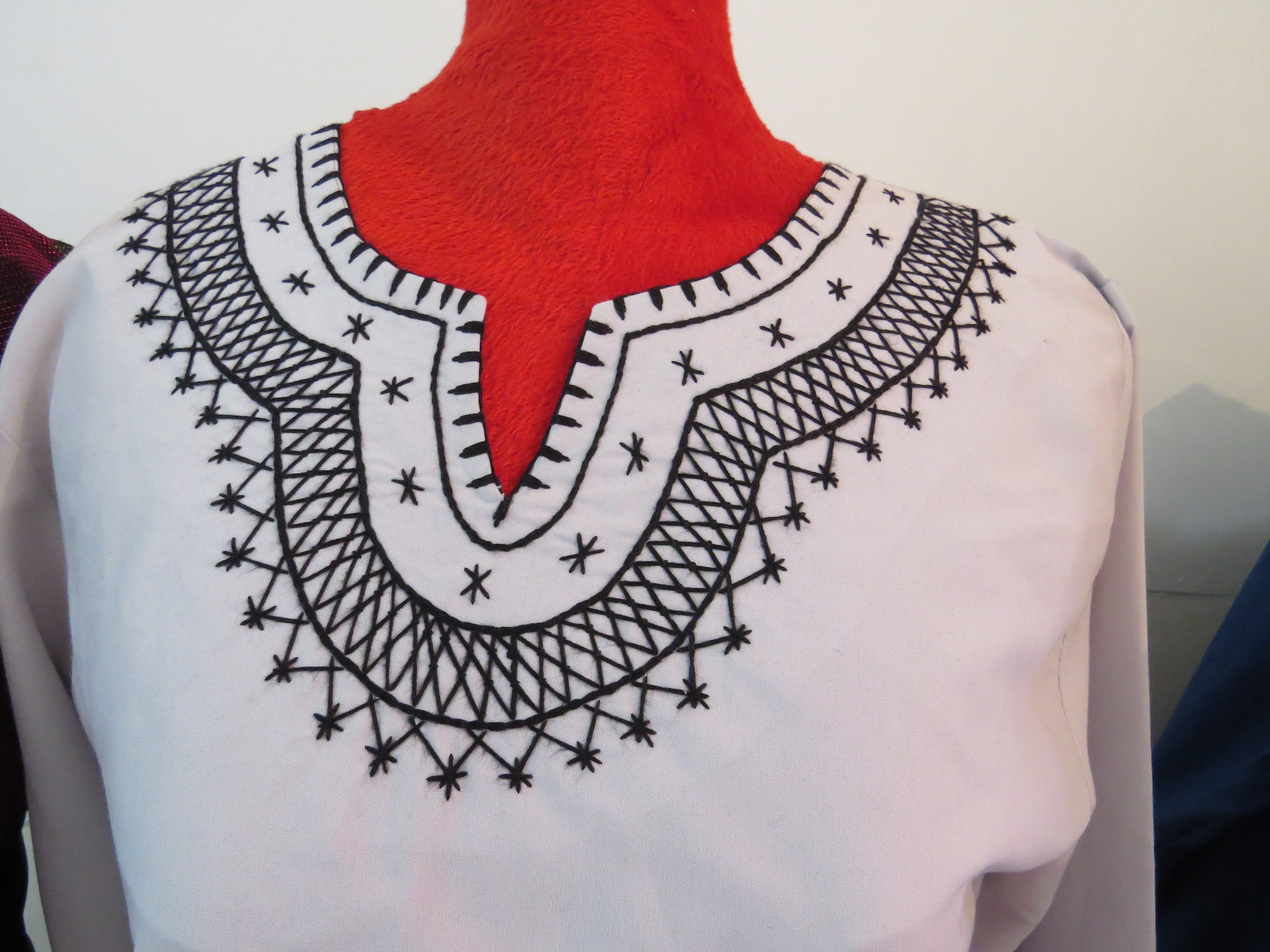
تطريز سيستاني باللون الأسود على الفستان

صناعات سيستان من أصل آيتين في اختراعات إيران والعالم على حافة التاريخ. عدد الأشخاص في سيستان هو نفس عدد الأشخاص في إيران، وهو مكان شائع الاستخدام في هذا البلد. دائمًا ما يفكر صانعو المؤسسة يدويًا في هذا الأمر وما سبب هذه الصعوبة أنه مع مرور الوقت، فإن الأعمال القديمة القيمة والجميلة تحمل ورودًا عليها ورود. ضائع.

### الطبخ
الطبخ السيستاني هو أسلوب وطريقة للطبخ في السيستان وعند أهل السيستاني. وعلى الرغم من أن المطبخ السيستاني تأثر على مر القرون بمأكولات الثقافات المختلفة، إلا أنه لا يزال فريدًا ومتنوعًا بطريقته الخاصة. كما تأثرت العديد من أطباق الثقافات المجاورة لشعب سيستان بمطبخ سيستان.

#### التاريخ
تاريخ طريقة الطبخ السيستاني قديم جدًا مثل تاريخ شعب السيستان. تختلف طريقة طبخ السيستاني عن غيره من حيث جذوره التاريخية وتفرده. تشتهر الأطعمة السيستانية في العالم بمذاقها وجودتها. تشبه طريقة الطبخ السيستاني طريقة الطبخ الشرقية من حيث تحضيرها وطعمها، بالإضافة إلى بهارات وتتبيلاتها اللذيذة.